# Holešovice (Chroustovice)
Holešovice jsou malá vesnice v Pardubickém kraji a část městyse Chroustovice. Leží na pravém břehu řeky Novohradky, přibližně na půli cesty mezi Chrudimí a Vysokým Mýtem.

## Historie
První písemná zmínka o vesnici pochází z roku 1318. Původně se vesnice jmenovala Staré Holešovice, ale přívlastek Staré se během 19. a 20. století vytratil a nyní se užívá jen název Holešovice.

## Pamětihodnosti
V Holešovicích se nachází barokní kaple svatého Jana Nepomuckého. Na každé její stěně je zvenčí vyobrazen portrét jednoho evangelisty. Nalevo od kapličky se nachází ocelový kříž. V pamětní desce na podstavci je vyryto:
Blahoslavení jsou
od této chvíle mrtví,
kteříž v Pánu umírají;
Duch zajisté dí jim,
aby odpočinuli od prací
svých; skutkové jejich
jdou pak za nimi.
Zjev. sv. Jana 1713.
Tento kříž věnovaly Jan
Bezdička a jeho manžel-
ka ze St. Holešovic.
Opraven nákladem obce
r. 1905.